# El verano en que Hikaru murió
El verano en que Hikaru murió (光が死んだ夏 Hikaru ga Shinda Natsu?) es una serie de manga escrita e ilustrada por Mokumokuren. Comenzó a serializarse en el sitio web de la revista Young Ace (versionado como Young Ace Up) de Kadokawa Shōten el 31 de agosto de 2021. Hasta la fecha, ha sido recopilada en siete volúmenes tankōbon. En un primer momento, Mokumokuren concibió la serie mientras estudiaba para los exámenes de ingreso a la universidad y luego comenzó a publicar dibujos en Twitter, lo que atrajo la atención del departamento editorial de la revista digital Young Ace Up, quienes le ofrecieron serializar su historia a través de su sitio web. Se ha anunciado una adaptación de la serie de televisión de anime.
Tras el lanzamiento del primer volumen recopilatorio, que vendió cerca de 200 000 copias en tres meses, la serie se convirtió en un éxito comercial. La crítica, por su parte, también resultó favorable, con elogios para el arte, la historia y la configuración de los personajes.

## Argumento
Yoshiki y Hikaru son dos estudiantes de bachillerato que viven en un pequeño pueblo en la zona rural de Japón. A pesar de tener personalidades opuestas y pasatiempos diferentes, los dos mantienen una estrecha amistad desde que eran niños. Sin embargo, su relación empieza a cambiar luego de que Hikaru desapareciera en las montañas durante una semana. Aunque Yoshiki sospecha que el Hikaru que conoce ahora no es el mismo de antes, a pesar de conservar la misma apariencia, decide seguir a su lado.

## Personajes
Hikaru (光?)
 Seiyū: Yōtarō Negishi (vomic, video promocional 1), Hiro Shimono (video promocional 2), KENN (video promocional 3), Junya Enoki (video promocional 4), Shūichirō Umeda (anime)
Yoshiki (よしき?)
 Seiyū: Tomohiro Ohno (vomic, video promocional 1), Yoshitsugu Matsuoka (video promocional 2), Tomoaki Maeno (video promocional 3), Koki Uchiyama  (video promocional 4), Chiaki Kobayashi (anime)
Asako Yamagishi (山岸朝子 Yamagishi Asako?)
 Seiyū: Yumiri Hanamori
Rie Kurebayashi (暮林理恵 Kurebayashi Rie?)
 Seiyū: Wakana Kowaka
Tanaka (田中?)
 Seiyū: Chikahiro Kobayashi
Yūta Maki (巻ゆうた Maki Yūta?)
 Seiyū: Yoshiki Nakajima
Yūki Tadokoro (田所結希 Tadokoro Yūki?)
 Seiyū: Shion Wakayama

## Producción
Mokumokuren concibió la serie por primera vez mientras estudiaba para el examen de ingreso a la universidad. Después de graduarse, comenzó a publicar dibujos en Twitter en su tiempo libre en enero de 2021. Más tarde, el departamento editorial de la revista Young Ace Up se acercó a Mokumokuren para serializar el manga en su sitio web, lo cual aceptó. Mokumokuren es fanático del manga de acción de la Shūkan Shōnen Jump y de la Shūkan Young Jump, particularmente de Tokyo Ghoul.
En entrevista, Mokumokuren ha afirmado que, a la hora de escribir, intenta lograr un equilibrio entre las escenas de bromance y horror, manteniendo las segundas al mínimo, pues el efecto que busca debe apelar primero a las emociones del lector en lugar de solo infundirle miedo. Cuando se le preguntó sobre la afinidad entre ambas facetas, bromance y horror, Momokuren mencionó que su origen está en lo que él llama “efecto puente colgante”: en ambas el impacto psicológico es de tensión, como la ansiedad y miedo que produce estar sobre un puente colgante. En cuanto al dibujo, Mokumokuren dijo que procura usar onomatopeyas que no sean de uso muy frecuente para captar la atención de los lectores.
Aunque Mokumokuren no etiquetó la obra como parte del género BL en su publicación, en un post de Bluesky describió la temática de la historia como queer, y ha sido catalogado dentro del género por diversos medios.

## Contenido de la obra

### Manga
La serie comenzó a publicarse en el sitio web Young Ace Up de Kadokawa Shōten el 31 de agosto de 2021. Esta misma editorial recopila sus capítulos individuales en volúmenes tankōbon, el primero de los cuales fue publicado en Japón el 4 de marzo de 2022. Se han lanzado siete volúmenes hasta la fecha.
En cuanto a su distribución en otras regiones, Yen Press tiene los derechos para su traducción al inglés como The Summer Hikaru Died. En español, las editoriales que poseen los derechos son Panini (para México, Argentina y otros países, traducido como Hikaru ga shinda natsu) y Milky Way  (para España, traducido como El verano en que Hikaru murió).
| Volúmenes de manga publicados | Volúmenes de manga publicados | Volúmenes de manga publicados |
| Número                        | Fecha de publicación          | ISBN                          |
| ----------------------------- | ----------------------------- | ----------------------------- |
| 1                             | 4 de marzo de 2022            | ISBN 978-4-04-112273-0        |
| 2                             | 4 de octubre de 2022          | ISBN 978-4-04-112960-9        |
| 3                             | 2 de junio de 2023            | ISBN 978-4-04-113700-0        |
| 4                             | 4 de diciembre de 2023        | ISBN 978-4-04-114339-1        |
| 5                             | 4 de junio de 2024            | ISBN 978-4-04-114997-3        |
| 6                             | 4 de diciembre de 2024        | ISBN 978-4-04-115608-7        |
| 7                             | 4 de julio de 2025            | ISBN 978-4-04-115682-7        |

### Anime
Se anunció una adaptación al anime el 24 de mayo de 2024. Más tarde se reveló que se trataba de una serie de televisión producida por CygamesPictures y dirigida y escrita por Ryōhei Takeshita, con diseños de personajes y dirección de animación en jefe a cargo de Yūichi Takahashi, la animación de "Dorodoro" a cargo de Masanobu Hiraoka y música compuesta por Tarō Umebayashi. Se estrenó el 6 de julio de 2025 en Nippon TV. El tema de apertura es «Saikai» (再会?), interpretado por Vaundy, mientras que el tema de cierre es «Anata wa Kaibutsu» (あなたはかいぶつ?), interpretado por Tooboe. Netflix transmitirá la serie a nivel mundial, y Abema la transmitirá dentro de Japón de forma gratuita.

## Recepción
En los Next Manga Award de 2022, Hikaru ga shinda natsu ocupó el puesto 11 en la categoría de manga web. También fue la opción más popular entre los votantes chinos. La serie encabezó la lista de los mejores manga para lectores masculinos de la edición 2023 de Kono Manga ga Sugoi! de Takarajimasha. El primer volumen recibió tres veces más pedidos que las copias disponibles en la primera tirada. El volumen se reimprimió seis veces en tres meses, con más de 200 000 copias en circulación.
Chanmei, de la web Real Sound, elogió la historia y los personajes como emotivos. Chanmei también elogió el dibujo, creyendo que complementaba bien la historia. Tensako Miura de An An elogió la historia, los personajes principales y el dibujo, del que destacó positivamente el uso de distintos tonos de negro.